# Biblioteca tutoritzada

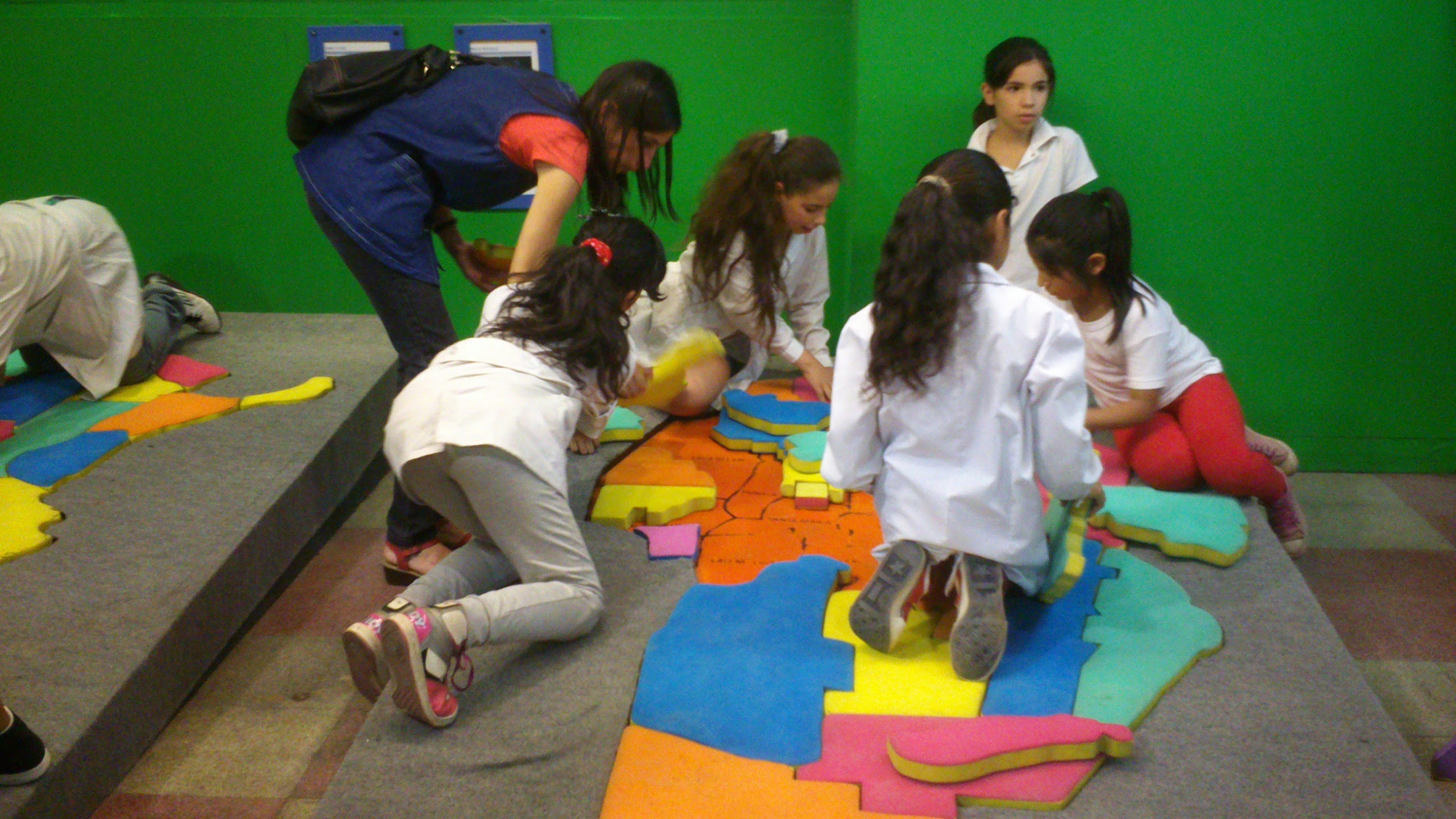
Biblioteca Tutoritzada- Treballant amb els alumnes

La biblioteca tutoritzada és una Actuació educativa d'èxit que consisteix en un conjunt d'activitats d'aprenentatge que reforcen les tasques escolars, millorant el rendiment dels alumnes. Aquesta actuació afavoreix la inclusió educativa de tots els estudiants, ampliant el temps d'aprenentatge mitjançant diverses activitats com són, tertúlies, lectures col·lectives i suport a la realització de deures a través d'activitats orientades cap a l'aprenentatge instrumental.

## Motivacions del programa
A les escoles hi ha un nivell elevat de fracàs escolar que es dona principalment als sectors més desfavorits i marginals. Això és a causa de la creença que baixar el nivell de continguts a aquells grups que pitjor van els afavoreix, encara que aquestes pràctiques només perpetuen els desavantatges i redueixen les expectatives dipositades en aquests sectors. Per fer front a l'esmentat anteriorment, es fa necessària l'aplicació de l'aprenentatge dialògic en les comunitats d'aprenentatge, per tal d'afavorir els processos d'ensenyament. Una de les actuacions educatives d'èxit que conformen les comunitats d'aprenentatge és la biblioteca tutoritzada.
En aquesta activitat participen voluntaris, família, mestres i alumnes. Aquesta actuació educativa d'èxit no s'ha de realitzar específicament a la biblioteca sinó que es poden utilitzar altres espais de la comunitat educativa depenent de l'organització de l'activitat.
Els objectius del programa son el perfeccionament de l'aprenentatge instrumental, millorar el rendiment escolar dels alumnes amb dificultats d'aprenentatge, afavorir la inclusió de tots els alumnes, a través de la interacció social, afavorir l'aprenentatge i la resolució de problemes a través de l'ajuda mútua, augmentar la cooperació de les famílies en el procés d'aprenentatge i estimular l'aprenentatge dels alumnes.

## Actuació Educativa d'Èxit
Les actuacions educatives d'èxit (AEE) són eines educatives de participació i cooperació entre els diferents grups que pertanyen a la comunitat. Aquestes actuacions educatives ens porten a l'èxit escolar, superant les desigualtats i promouen la cohesió social mitjançant activitats com són les biblioteques tutoritzades. Aquestes afavoreixen la millora del rendiment escolar, reduint l'absentisme i l'abandonament primerenc.
La biblioteca tutoritzada es considera una AEE perquè fomenta la inclusió educativa, l'ampliació del temps d'aprenentatge i l'aprenentatge instrumental.

### Inclusió educativa
Un sistema educatiu inclusiu té en compte la diversitat dels alumnes pel que fa a les seves experiències i aprenentatges, per tant s'adapta als seus ritmes evolutius i característiques personals.
Durant les diverses activitats que es duen a terme a les biblioteques tutoritzades s'aconsegueix un espai inclusiu, on a través de les interaccions entre els diferents membres de la comunitat es redueixen les desigualtats i les diferents identitats són respectades com una eina valuosa per l'aprenentatge mutu. Així mateix es reforça l'adaptació al ritme d'aprenentatge de cada alumne, entenent aquesta diversitat com un factor positiu que afavoreix l'aprenentatge. Gràcies a aquestes actuacions educatives, s'evita la segregació per nivells a les escoles.

### Ampliació del temps d'aprenentatge
Les activitats realitzades a les biblioteques tutoritzades tenen lloc fora de l'horari lectiu. Aquestes activitats formatives reforcen el currículum escolar i ajuden als nens/es amb major dificultat, afavorint d'aquesta manera el seu rendiment d'aprenentatge. Hi ha diferents investigacions que demostren que es pot millorar la qualitat educativa si s'amplia el temps d'aprenentatge a les escoles.

### Aprenentatge instrumental
L'aprenentatge instrumental es refereix a l'adquisició de les eines fonamentals que seran bàsiques per l'aprenentatge de la resta de coneixements i per adquirir una formació de qualitat, és a dir, l'adquisició de les competències bàsiques com són el diàleg, la capacitat de reflexió i el conjunt d'habilitats que serveixen per a la inserció en la societat actual. Hi ha diferents autors que analitzen aquest concepte. Wells ens parla d'aquest com l'actitud crítica de les persones per qüestionar el coneixement a través del diàleg. Fem referència a l'esmentat, l'aprenentatge instrumental és uns dels principis bàsics per a una reeixida actuació educativa d'èxit.

## Comunitats d'aprenentatge
Diferents autors defensen que la participació de les famílies i la comunitat a les escoles milloren el rendiment acadèmic dels infants i la cohesió social. Freire a la seva Teoria de l'Acció Dialògica (Freire, 1970) parla de què el diàleg és indispensable per a la persona i les seves relacions amb els altres. Lave i Wenger (1991) parlen de la comunitat de pràctica on l'aprenentatge és un resultat no intencionat que sorgeix de la interacció d'un grup de persones amb els mateixos interessos. Jerome Seymour Bruner (1996) fa una proposta de canvi a les aules en convertir-les en espais de discussió i comunitats d'aprenentatge mutu.

### La importància de la participació de les famílies
A la biblioteca tutoritzada es treballa per potenciar l'aprenentatge mitjançant el diàleg. A través de la participació de les famílies en les comunitats d'aprenentatge es millora el rendiment dels infants, més a més permet fer front a les desigualtats socials i a les diversitats culturals treballant cap a objectius comuns i afavorint una bona inserció social.
Per tal d'aconseguir una millora en l'aprenentatge dels alumnes és necessari que les famílies participin activament a les activitats que es fan a l'escola, i que aquesta els permeti un espai per conèixer el funcionament intern i les metodologies d'aprenentatge, fomentant vincles que afavoreixin un espai de confiança. És a dir, família i escola han d'estar predisposades a participar en aquest procés per tal d'aconseguir l'èxit.
La importància de la participació de les famílies a l'escola es veu reflectida en el Projecte INCLUD-ED, que analitza com les interaccions entre l'alumne i el seu context social i cultural influeixen en el seu rendiment acadèmic.

### Projecte INCLUD-ED
El projecte INCLUD-ED és un projecte integrat al VI Programa Marco de la Comissió Europea de la convocatòria de 2005 dedicada a l'educació escolar, que pretén identificar quines intervencions educatives poden ajudar a minimitzar les desigualtats i promoure la cohesió social.
Aquest projecte es va dur a terme a escoles amb una gran diversitat cultural i amb un context desfavorit, els resultats obtinguts van demostrar un augment de l'èxit acadèmic d'un 60%. La participació de les famílies i la comunitat va ser clau per aconseguir aquesta millora.
INCLUD-ED està format per 7 subprojectes amb els seus corresponents objectius específics, per tal aconseguir aquests objectius i conèixer millor el context sociocultural es van implementar diferents estratègies i tècniques d'investigació centrades en el diàleg entre els investigadors, la família i la comunitat.
Aquest projecte organitza les aules de manera inclusiva en grups interactius de 4 o 5 alumnes, on treballen conjuntament alumnes amb més i menys habilitats en una matèria, per tal d'aconseguir una millor cooperació. A l'aula hi ha tants adults com a grups, aquests adults tenen l'objectiu d'aconseguir les interaccions, la cooperació i el diàleg dins del grup, afavorint que tots els alumnes participin. D'aquesta manera els que ja han adquirit el coneixement el reforcen explicant-ho als que encara no l'han adquirit i aquests l'assimilen millor perquè interaccionen en un llenguatge entre iguals.
El projecte INCLUD-ED s'ha posat en marxa a escoles on el nombre d'alumnes immigrants és més elevat, com l'Escola Primària de la Paz on el 90% dels alumnes són immigrants i pertanyen a famílies amb una baixa alfabetització i amb pocs recursos econòmics. La implementació d'actuacions educatives d'èxit per crear espais per l'aprenentatge dialògic va tenir un gran impacte a l'Escola Primària de la Paz, ja que va transformar la seva realitat. Per una banda els alumnes van començar a tenir millor rendiment acadèmic i es va reduir considerablement l'absentisme, per l'altra banda, les famílies gitanes van començar a formar part de la comunitat educativa, millorant la comunicació entre escola i famílies.
Es van analitzar dades quantitatives i qualitatives i ambdues mostren la mateixa tendència de creixement, aquestes van concloure que la interacció entre iguals i amb adults, sigui la mestra o sigui un familiar, el diàleg i el treball en petits grups promouen l'aprenentatge dels alumnes, a més a més, l'aprenentatge dialògic és més eficient si involucren a les famílies, ja que es crea un vincle amb la comunitat educativa que ajuda a la disminució de les desigualtats socials.

### Implementació del projecte INCLUD-ED
La investigació "The Role of Non-Expert Adult Guidance in the Dialogic Constructions of Knowledge" per una banda analitza la contribució que fan a l'aprenentatge dels infants, els adults que els envolten com poden ser els membres de la família o de la comunitat educativa amb diverses experiències de vida. Fan referència al Non-Expert Adult com les persones que interactuen amb els infants conjuntament amb els professionals de l'educació formal. Per una altra banda, analitza el paper que juguen els infants i els adults en el procés d'aprenentatge de manera recíproca,investigant com els adults s'involucren en l'aprenentatge dels infants i en l'èxit acadèmic d'aquests.
Per implementar aquest projecte es van escollir 20 escoles que tinguessin un elevat fracàs escolar, baixes qualificacions dels alumnes, les famílies dels alumnes fossin marginades o amb un baix nivell adquisitiu i per acabar la necessitat de revertir les desigualtats socials. Una vegada van tenir les escoles seleccionades van implementar el projecte INCLUD-ED, el qual reuneix diferents exemples d'accions educatives d'èxit, combinant l'aprenentatge instrumental amb els Non-Expert Adult per ajudar els nens en la seva millora acadèmica. Van escollir 3 actuacions: Biblioteques tutoritzades, aules digitals tutoritzades i activitats d'aprenentatge instrumental.

#### Impacte de les biblioteques tutoritzades
Aquesta investigació afirma que a les biblioteques tutoritzades els adults ajuden als alumnes en les tasques i promouen la col·laboració entre iguals. A més a més els alumnes se senten capaços d'acabar les seves tasques, augmenta la seva autoestima i en haver-hi un clima de col·laboració i suport els alumnes no tenen por a preguntar els seus dubtes. La investigació anomena casos on les mares expliquen com els seus fills van millorar el seu rendiment acadèmic des que van començar les biblioteques tutoritzades. Per una banda, van concloure que tant les biblioteques tutoritzades com les diverses actuacions educatives d'èxit que van implementar a més a més de millorar el rendiment acadèmic dels alumnes van millorar els ambients familiars, ja que els infants se senten lliures de parlar a casa de les tasques escolars i del que han après. Per una altra banda, amb la interacció amb els adults els infants es motiven més per aprendre i així es crea un ambient on tothom vol participar i ajudar els altres.